# Chicago Water Tower
La Chicago Water Tower è un edificio situato a Chicago, nell'Illinois, presente nel Registro Nazionale dei luoghi storici statunitensi.

## Descrizione

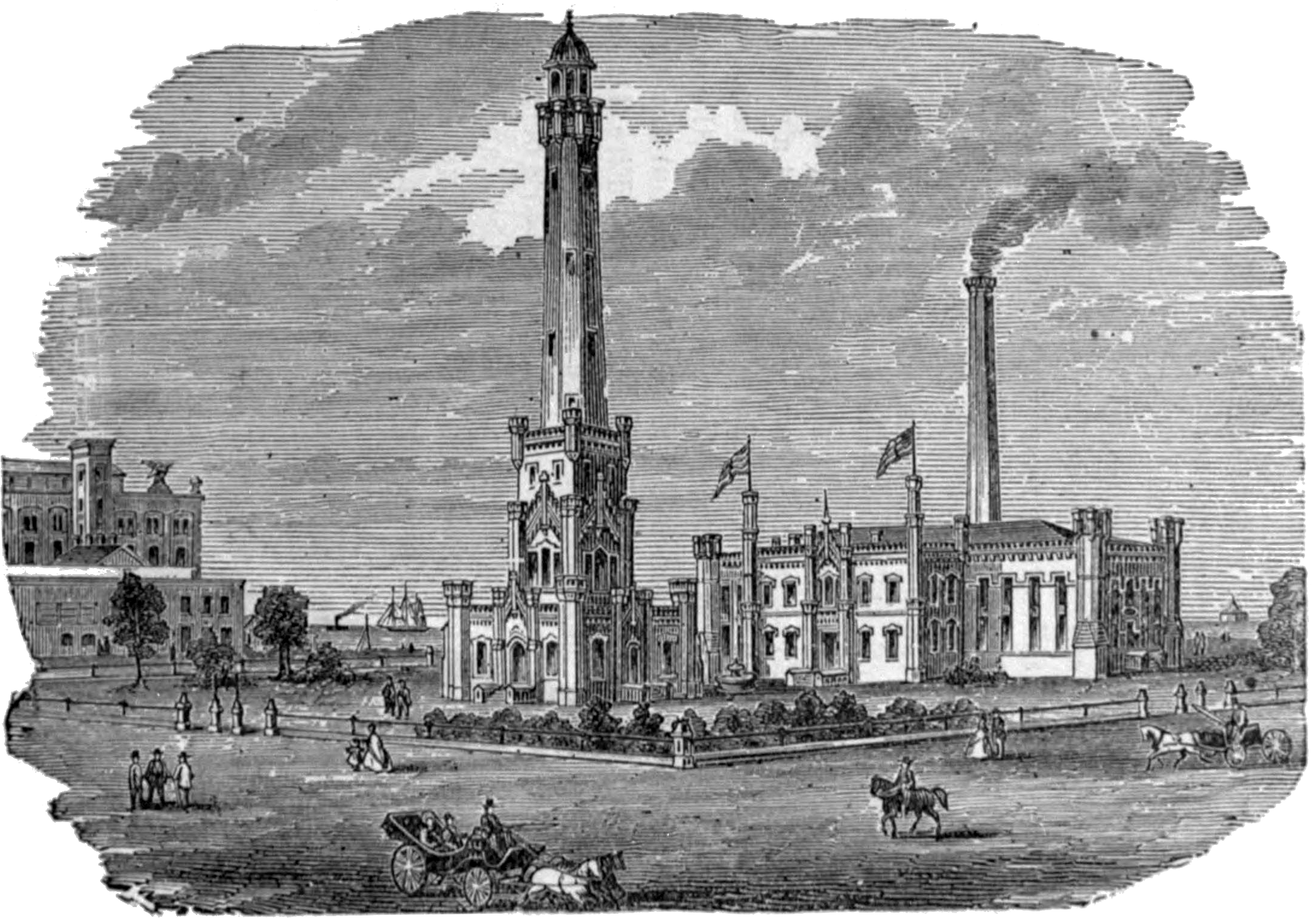
Chicago Water Tower in un'illustrazione del 1886

La torre, costruita nel 1869 dall'architetto William W. Boyington e realizzata in pietra calcarea, è alta 55 metri.
La torre fu costruita per ospitare una grande pompa d'acqua, progettata per attingere acqua dal lago Michigan. È la seconda torre idrica più antica degli Stati Uniti, dopo la Louisville Water Tower.
La Chicago Water Tower ora ospita al suo interno una galleria d'arte chiamata City Gallery in the Historic Water Tower.